# 第60回カンヌ国際映画祭
第60回カンヌ国際映画祭（だい60かいカンヌこくさいえいがさい）は、2007年5月16日から5月27日にかけて開催された。

## 概要
パルム・ドールを受賞したのは、クリスティアン・ムンジウ監督の『4ヶ月、3週と2日』。ルーマニア映画が最高賞を受賞したのは史上初である。また、日本から出品された河瀬直美監督の『殯の森』がグランプリを受賞した。
審査委員長はスティーヴン・フリアーズが務め、またダイアン・クルーガーが開会式で司会を務めた。オープニングは前回の審査委員長だったウォン・カーウァイの『マイ・ブルーベリー・ナイツ』。クロージング作品はドゥニ・アルカンの『L'Age des ténèbres』。
60周年記念である今回は、35人の監督が「劇場」に関する3分間の短編映画が製作し、一挙に上映された。
日本からは、2005年の第58回以来2年ぶりのコンペティション部門出品となった河瀬直美監督作品の他、北野武監督が前述の企画に参加し、短編映画『素晴らしき休日』を上映した。また、並行週間の監督週間ではお笑い芸人の松本人志の初監督作『大日本人』、同じく並行週間の批評家週間では吉田大八監督の『腑抜けども、悲しみの愛を見せろ』が、上映された（それぞれカメラドール候補）。

## 受賞結果
- パルム・ドール：『4ヶ月、3週と2日』（クリスティアン・ムンジウ）
- グランプリ：『殯の森』（河瀬直美）
- 審査員賞：『ペルセポリス』（マルジャン・サトラピ、ヴァンサン・パロノー）、『静かな光』（カルロス・レイガダス）
- 監督賞：ジュリアン・シュナーベル（『潜水服は蝶の夢を見る』）
- 男優賞：コンスタンチン・ラヴロネンコ（『ヴェラの祈り』）
- 女優賞：チョン・ドヨン（『シークレット・サンシャイン』）
- 脚本賞：ファティ・アキン（『そして、私たちは愛に帰る』）
- カメラ・ドール：『ジェリーフィッシュ』（エトガー・ケレット、シーラ・ゲフェン）
- ある視点賞：『カリフォルニア・ドリーミン』（クリスティアン・ネメスク）
- 60周年記念賞：『パラノイドパーク』（ガス・ヴァン・サント）

## 審査員

### コンペティション部門
- 委員長 スティーヴン・フリアーズ （イギリス/監督）
- マギー・チャン （香港/女優)
- トニ・コレット （オーストラリア/女優）
- マリア・デ・メディロス （ポルトガル/女優・監督）
- サラ・ポーリー （カナダ/女優・監督）
- マルコ・ベロッキオ (イタリア/監督)
- オルハン・パムク （トルコ/脚本家）
- ミシェル・ピコリ （フランス/男優・監督）
- アブデラマン・シサコ （モーリタニア/監督）

### 短編映画/学生映画部門
- 委員長 ジャ・ジャンクー (中国/監督)
- ニキ・カリミ （イラン/女優）
- デボラ・ナドゥールマン・ランディス （アメリカ/衣装デザイナー）
- ジャン＝マリ・ギュスターヴ・ル・クレジオ （フランス/脚本家）
- ドミニク・モル （フランス/監督）

### ある視点部門
- 委員長 パスカル・フェラン （フランス/監督）
- Kent Jones （アメリカ/作家）
- Cristi Puiu （ルーマニア/監督）
- Bian Qin
- ジャスミン・トリンカ （イタリア/女優）

### カメラドール
- 委員長 パーヴェル・ルンギン （ロシア/監督）
- レナート・ベルタ （スイス/撮影監督）
- ジュリー・ベルトゥチェリ （フランス/監督）
- クロチルド・クロウ （フランス/女優）

## 上映作品

### ラインナップ
|              | 題名                       | 監督               | 制作国             |
| ------------ | -------------------------- | ------------------ | ------------------ |
| オープニング | マイ・ブルーベリー・ナイツ | ウォン・カーウァイ | 香港 中国 フランス |
| クロージング | L'Age des ténèbres         | ドゥニ・アルカン   | カナダ             |

### コンペティション部門
| 題名 原題                                         | 監督                                      | 製作国                       |
| ------------------------------------------------- | ----------------------------------------- | ---------------------------- |
| 4ヶ月、3週と2日 4 luni, 3 săptămâni şi 2 zile     | クリスティアン・ムンジウ                  | ルーマニア                   |
| 倫敦から来た男 A Londoni férfi                    | タル・ベーラ                              | ハンガリー フランス ドイツ   |
| チェチェンへ アレクサンドラの旅 Aleksandra        | アレクサンドル・ソクーロフ                | ロシア フランス              |
| そして、私たちは愛に帰る Auf der anderen Seite    | ファティ・アキン                          | ドイツ トルコ イタリア       |
| デス・プルーフ in グラインドハウス Death Proof    | クエンティン・タランティーノ              | アメリカ合衆国               |
| インポート、エクスポート Import Export            | ウルリヒ・ザイドル                        | オーストリア フランス ドイツ |
| ヴェラの祈り Изгнание                             | アンドレイ・ズビャギンツェフ              | ロシア                       |
| 潜水服は蝶の夢を見る Le scaphandre et le papillon | ジュリアン・シュナーベル                  | フランス アメリカ合衆国      |
| 愛のうた、パリ Les Chansons d'amour               | クリストフ・オノレ                        | フランス                     |
| シークレット・サンシャイン 밀양                   | イ・チャンドン                            | 韓国                         |
| 殯の森                                            | 河瀬直美                                  | 日本 フランス                |
| マイ・ブルーベリー・ナイツ My Blueberry Nights    | ウォン・カーウァイ                        | 香港 中国 フランス           |
| ノーカントリー No Country for Old Man             | ジョエル&イーサン・コーエン               | アメリカ合衆国               |
| パラノイドパーク Paranoid Park                    | ガス・ヴァン・サント                      | アメリカ合衆国               |
| ペルセポリス Persepolis                           | マルジャン・サトラピ ヴァンサン・パロノー | フランス アメリカ合衆国      |
| ブレス 숨                                         | キム・ギドク                              | 韓国                         |
| 静かな光 Stellet Licht                            | カルロス・レイガダス                      | メキシコ                     |
| テヒリーム Tehilim                                | ラファエル・ナジャリ                      | イスラエル                   |
| 最後の愛人 Une vieille maîtresse                  | カトリーヌ・ブレイヤ                      | フランス イタリア            |
| アンダーカヴァー We Own the Night                 | ジェームズ・グレイ                        | アメリカ合衆国               |
| ウェディング・ベルを鳴らせ! Zavet                 | エミール・クストリッツァ                  | セルビア フランス            |
| ゾディアック Zodiac                               | デヴィッド・フィンチャー                  | アメリカ合衆国               |

### ある視点部門
| 題名 原題                                          | 監督                                          | 製作国                          |
| -------------------------------------------------- | --------------------------------------------- | ------------------------------- |
| ホウ・シャオシェンのレッド・バルーン 紅氣球之旅    | ホウ・シャオシェン                            | 台湾 フランス                   |
| Am Ende kommen Touristen (And Along Come Tourists) | ロベルト・タルハイム                          | ドイツ                          |
| 女優 Actrices                                      | ヴァレリア・ブルーニ＝テデスキ                | フランス                        |
| 迷子の警察音楽隊 Bikur Ha-Tizmoret                 | エラン・コリリン                              | イスラエル                      |
| カリフォルニア・ドリーミン California Dreamin'     | クリスティアン・ネメスク                      | ルーマニア                      |
| Calle santa fe                                     | カルメン・カスティーリョ                      | チリ フランス ベルギー          |
| 愛おしき隣人 Du levande                            | ロイ・アンダーソン                            | スウェーデン フランス ドイツ 他 |
| 法王のトイレット El bano del papa                  | エンリケ・フェルナンデス セザール・シャルロニ | ウルグアイ                      |
| Et toi t'es sur qui? (Just About Love?)            | ローラ・ドワイヨン                            | フランス                        |
| Kuaile gongchang (Pleasure Factory)                | エカチャイ・ウアクロンタム                    | タイ                            |
| L'avocat de la terreur (Terror's Advocate)         | バーベット・シュローダー                      | フランス                        |
| ソリチュード:孤独のかけら La soledad               | ハイメ・ロサレス                              | スペイン                        |
| Magnus                                             | Kadri Kõusaar                                 | エストニア イギリス             |
| 盲山 (Mang Shan)                                   | 李楊                                          | 中国                            |
| マイ・ブラザー Mio fratello è figlio unico         | ダニエレ・ルケッティ                          | イタリア                        |
| ミスター・ロンリー Mister Lonely                   | ハーモニー・コリン                            | アメリカ合衆国                  |
| Munyurangabo                                       | リー・アイザック・チョン                      | アメリカ合衆国 ルワンダ         |
| 夜行列车                                           | ディアオ・イーナン                            | 中国                            |
| 水の中のつぼみ Naissance des pieuvres              | セリーヌ・シアマ                              | フランス                        |

### 特別招待作品
- 『レディ アサシン』 - オリヴィエ・アサヤス
- 『Go Go Tales』 - アベル・フェラーラ
- 『シッコ』 - マイケル・ムーア
- 『U2 3D』 - キャサリン・オーウェンズ、マーク・ペリントン
- 『オーシャンズ13』 - スティーヴン・ソダーバーグ
- 『強奪のトライアングル』 - ジョニー・トー、ツイ・ハーク、リンゴ・ラム
- 『マイティ・ハート/愛と絆』 - マイケル・ウィンターボトム

### スペシャル・スクリーニング
- 『The War (La Guerre)』 - ケン・バーンズ、リン・ノヴィック
- 『Cartouches gauloises』 - メディ・カレフ
- 『11th Hour (Le Dernier virage)』 - レイラ・コナーズ・ピーターセン、ナディア・コナーズ
- 『Young yakuza』 - ジャン＝ピエール・リモザン
- 『かつて、ノルマンディーで』 - ニコラ・フィリベール
- 『He fengming (Chronicle of a Chinese Woman)』 - ワン・ビン
- 60周年記念映画 『それぞれのシネマ』

参加監督一覧（アルファベット順）
- テオ・アンゲロプロス
- オリヴィエ・アサヤス
- ビレ・アウグスト
- ジェーン・カンピオン
- ユーセフ・シャヒーン
- チェン・カイコー
- マイケル・チミノ
- イーサン&ジョエル・コーエン
- デヴィッド・クローネンバーグ
- ジャン＝ピエール&リュック・ダルデンヌ
- マノエル・デ・オリヴェイラ

 
- レイモン・ドゥパルドン
- アトム・エゴヤン
- アモス・ギタイ
- 侯孝賢
- アレハンドロ・ゴンサレス・イニャリトゥ
- アキ・カウリスマキ
- アッバス・キアロスタミ
- 北野武
- アンドレイ・コンチャロフスキー
- クロード・ルルーシュ
- ケン・ローチ

 
- ナンニ・モレッティ
- ロマン・ポランスキー
- ラウル・ルイス
- ウォルター・サレス
- エリア・スレイマン
- ツァイ・ミンリャン
- ガス・ヴァン・サント
- ラース・フォン・トリアー
- ヴィム・ヴェンダース
- ウォン・カーウァイ
- チャン・イーモウ

- 60周年トリビュート
  - 『Boxes』 - ジェーン・バーキン
  - 『Roman de gare』 - クロード・ルルーシュ
  - 『Centochiodi』 - エルマンノ・オルミ
  - 『Ulzhan』 - フォルカー・シュレンドルフ

### カンヌ・クラシックス
（旧作については省略）
- ドキュメンタリーズ・オン・フィルムメイキング 
  - 『Maurice Pialat, L'Amour existe』 - Anne-Marie Faux、Jean-Pierre Devillers
  - 『Brando.』 - ミミ・フリードマン、レスリー・グリーフ
  - 『Never Apologize: A Personal Visit with Lindsay Anderson』 - マイク・カプラン
  - 『Man of Cinema: Pierre Rissient』 - トッド・マッカーシー